# 姚黄眉
姚 黄眉（よう こうび、生没年不詳）は、北魏の外戚。昭哀姚皇后の弟にあたる。

## 経歴
後秦の姚興の子として生まれた。417年（泰常2年）、後秦が滅ぶと、黄眉は北魏に帰順し、明元帝に厚い礼遇を受けた。隴西公の爵位を受け、陽翟公主を妻に迎え、駙馬都尉に任じられた。太武帝が即位すると、内都大官に転じた。後に太常卿に任じられ、死去した。雍州刺史・隴西王の位を追贈され、金陵に陪葬された。諡は献といった。

## 伝記資料
- 『魏書』巻83上 列伝第71上
- 『北史』巻80 列伝第68